# Coupe de Trinité-et-Tobago de football
La coupe de Trinité-et-Tobago est créée en 1927.

## Palmarès
| Année | Vainqueur         | Score           | Finaliste         |
| 1927  | Shamrock          | 4-2             | Leaseholds        |
| 1928  | Southern Casuals  |                 |                   |
| 1929  | Everton           | abandonné à 3-2 | Maple Club        |
| 1930  | Everton           |                 |                   |
| 1931  | Everton           |                 |                   |
| 1932  | Everton           |                 |                   |
| 1933  | non disputée      | non disputée    | non disputée      |
| 1934  | Casuals           |                 |                   |
| 1935  | Sporting Club     |                 |                   |
| 1936  | Shamrock          |                 |                   |
| 1937  | UBOT              | 3-2             | Shamrock          |
| 1938  | West Ham          |                 |                   |
| 1939  | Casuals           |                 |                   |
| 1940  | Maple Club        |                 |                   |
| 1941  | UBOT              |                 |                   |
| 1942  | Spitfire          | 1-1 / 3-2       | Colts             |
| 1943  | UBOT              | 1-1 / 3-1       | Sporting Club     |
| 1944  | Colts             | 1-0             | Sheffield         |
| 1945  | Colts             | 5-0             | Forest Reserve    |
| 1946  | Maple Club        |                 |                   |
| 1947  | Notre Dame        | 2-1             | UBOT              |
| 1948  | Colts             |                 |                   |
| 1949  | Maple Club        | ex æquo         | Carlton           |
| 1950  | UBOT              | 3-1             | Hurricanes        |
| 1951  | UBOT              | 1-1 ex æquo     | Providence        |
| 1952  | Malvern           |                 |                   |
| 1953  | Maple Club        | 1-0             | Juniors           |
| 1954  | UBOT              | 4-0             | Providence        |
| 1955  | Malvern           | 1-0             | UBAA              |
| 1956  | TPD               | 2-0             | Notre Dame        |
| 1957  | Shell             | 2-2 ex æquo     | Shamrock          |
| 1958  | Casuals           | 1-0             | TPD               |
| 1959  | Shamrock          | 1-0             | Apex              |
| 1960  | Malvern           | 2-0             | TPD               |
| 1961  | Malvern           | 1-1 ex æquo     | Apex              |
| 1962  | Dynamos           | 1-0             | Apex              |
| 1963  | Maple Club        | 3-0             | Malvern           |
| 1964  | Paragon           | 1-0             | BP Palo Seco      |
| 1965  | Malvern           | ex æquo         | BP Palo Seco      |
| 1966  | Regiment          | ex æquo         | Juniors           |
| 1967  | Regiment          | 4-3             | Juniors           |
| 1968  | Malvern           |                 |                   |
| 1969  | Point Fortin      | 4-2             | Harvard           |
| 1970  | Maple Club        | 3-0             | Texaco            |
| 1971  | non disputata     |                 |                   |
| 1972  | Maple Club        | 3-0             | Texaco            |
| 1973  |                   |                 |                   |
| 1974  | Defence Force     |                 |                   |
| 1975  | Police FC         |                 |                   |
| 1976  | Falcons           |                 |                   |
| 1977  | Malvern           |                 |                   |
| 1978  | Falcons           |                 |                   |
| 1981  | Defence Force     | 5-0             | Memphis           |
| 1982  | ASL Sports Club   |                 |                   |
| 1983  | ASL Sports Club   |                 |                   |
| 1984  | Motown United     |                 |                   |
| 1985  | Defence Force     | 1-1 (?-? tab)   | Trintoc           |
| 1986  | Trintoc           |                 |                   |
| 1987  | La Brea Angels    |                 |                   |
| 1988  | Trintoc           |                 |                   |
| 1989  | Defence Force     |                 |                   |
| 1990  | Police FC         |                 |                   |
| 1991  | Defence Force     |                 |                   |
| 1992  | Motown            |                 |                   |
| 1993  | Trintoc           |                 |                   |
| 1994  | Police FC         |                 |                   |
| 1995  | United Petrotrin  | ?               | Defence Force     |
| 1996  | Defence Force     | ?               | Police FC         |
| 1997  | United Petrotrin  | ?               | Superstar Rangers |
| 1998  | San Juan Jabloteh | 3-2             | Defence Force     |
| 1999  | W Connection      | ?               | Joe Public        |
| 2000  | W Connection      | 1-1 (5-4 tab)   | Joe Public        |
| 2001  | Joe Public        | 1-0             | Carib FC          |
| 2002  | W Connection      | 5-1             | Arima Fire        |
| 2003  | North East Stars  | 2-2 (4-1 tab)   | W Connection      |
| 2004  | non disputée      | non disputée    | non disputée      |
| 2005  | San Juan Jabloteh | 2-1             | Defence Force     |
| 2006  | WASA              | 2-2 (4-2 tab)   | North East Stars  |
| 2007  | Joe Public        | 1-0             | Caledonia AIA     |
| 2008  | Caledonia AIA     | 3-2             | W Connection      |
| 2009  | Joe Public        | 3-2             | W Connection      |
| 2010  | non disputée      | non disputée    | non disputée      |
| 2011  | San Juan Jabloteh | 1-0             | North East Stars  |
| 2012  | Caledonia AIA     | 2-1             | Defence Force     |
| 2013  | Caledonia AIA     | 2-0             | Central FC        |
| 2014  | W Connection FC   | 2-2 (6-5 tab)   | Central FC        |
| 2015  | North East Stars  | 0-0 (5-4 tab)   | W Connection FC   |
| 2016  | non disputée      | non disputée    | non disputée      |
| 2017  | W Connection FC   | 3-1             | Police FC         |